# Distrikt Characato
Der Distrikt Characato liegt in der Provinz Arequipa der Region Arequipa in Südwest-Peru. Der Distrikt hat eine Fläche von 86 km². Beim Zensus 2017 lebten 12.949 Einwohner im Distrikt. Im Jahr 1993 lag die Einwohnerzahl bei 3429, im Jahr 2007 bei 6726. Im Distrikt Characato gibt es nur die gleichnamige 2459 m hoch gelegene Stadt Characato. Characato liegt am südöstlichen Rand des Ballungsraumes der Provinz- und Regionshauptstadt Arequipa knapp 10 km von deren Stadtzentrum entfernt. 

## Geographische Lage
Der Distrikt Characato liegt zentral in der Provinz Arequipa. Der Flusslauf des Río Cancahuani bildet im Nordwesten die Distriktgrenze. Der Distrikt Characato liegt am Fuße der westlichen Ausläufer des 26 km weiter östlich gelegenen 5665 m hohen Vulkans Picchu Picchu.
Der Distrikt Characato grenzt im Norden an die Distrikte Sabandía und Chiguata, im äußersten Osten an den Distrikt San Juan de Tarucani, im Süden an die Distrikte Pocsi und Mollebaya sowie im äußersten Westen an den Distrikt Socabaya.